# Pleśno, Bartoszycki
Pleśno [ˈplɛɕnɔ] (Đức Plößen) là một ngôi làng ở quận hành chính của Gmina Bisztynek, trong hạt Bartoszycki, Warmińsko-Mazurskie, ở miền bắc Ba Lan. Nó nằm khoảng 12 kilômét (7 mi) về phía đông bắc của Bisztynek, 23 km (14 mi) về phía đông nam của Bartoszyce và 52 km (32 mi) về phía đông bắc của thủ đô khu vực Olsztyn.